# Buccinum rondinum
Buccinum rondinum är en snäckart som beskrevs av Dall 1919. Buccinum rondinum ingår i släktet Buccinum och familjen valthornssnäckor. Inga underarter finns listade i Catalogue of Life.